# Солодча (Іловлінський район)
Солодча (рос. Солодча) — залізнична станція в Іловлінському районі Волгоградської області Російської Федерації.
Населення становить 24 особи. Входить до складу муніципального утворення Александровське сільське поселення.

## Історія
Населений пункт розташований у межах українського історичного та культурного регіону Жовтий Клин.
Від 1965 року належить до Іловлінського району.

## Населення
| 2010 |
| ---- |
| 24   |